# Луктах (приток Лены)
Луктах (устар. Лууктаах) — река в Жиганском районе Якутии, правый приток реки Лена. Исток реки находится в безымянном озерце, в 4,5 км северо-восточнее озера Арылах, на высоте 52 м. Длина реки — 40 км. Впадает в Лену, через протоку Курум, на расстоянии 760 км от устья.
По данным государственного водного реестра России относится к Ленскому бассейновому округу. Код водного объекта — 18030900112117500006456.